# Alicia Banit
Alicia Banit (Sydney, 5 settembre 1990) è un'attrice australiana.

## Biografia
Esordisce nel 1998 in un film australiano nel ruolo di una comparsa ma la vera soddisfazione arriva nella serie australiana per ragazzi Summer Heights High dove recita tra i protagonisti e successivamente dopo varie partecipazioni e la protagonista della serie di successo Dance Academy, prossimamente uscira già la quarta stagione si pensa a registrare la quinta stagione della fortunata serie.

## Filmografia

### Cinema
- Dead Letter Office, regia di John Ruane (1998) - Alice da giovane

### Televisione
- Summer Heights High – serie TV, 7 episodi (2007) - Kaitlyn
- Neighbours – serie TV, 20 episodi (2007-2008) - Madison Sullivan
- As the Bell Rings – serie TV, 18 episodi (2007-2009) - Amber
- Tangle – serie TV, 6 episodi (2009) - Leah
- Home and Away – serie TV, 31 episodi (2011-2012) - Kenziah Staller
- Dance Academy – serie TV, 65 episodi (2010-2013) - Kat Karamakov